# 卡羅頓 (密西西比州)
卡羅頓（英語：Carrollton）是一個位於美國密西西比州卡洛爾縣的城鎮。根據2010年美國人口普查，該地共人口190人，而該地的面積約為2.00平方千米。同時該地也和韋登同为卡洛爾縣的縣治。

## 地理
卡羅頓的座標為33°30′18″N 89°55′22″W / 33.50500°N 89.92278°W，而該地的平均海拔高度為88米（即289英尺）。